# Penrhyn (circonscription)
Pour l'île, voir Penrhyn.
Inscrits : 129 (2006)
La circonscription électorale de Penrhyn est l'une des 24 circonscriptions des îles Cook, représentant les habitants de l'île de Penrhyn. L'actuel député en est Wilkie Olaf Patua Rasmussen (Democratic Party) qui remporta les élections de 2006, n'ayant eu aucun adversaire.